# BMW G 310 R
La BMW G 310 R è una moto di tipo naked sviluppata dalla BMW Motorrad in collaborazione con TVS Motor Company; si tratta della prima moto con cilindrata sotto i 500 cm³ prodotta nell'era moderna della BMW. È stata annunciata e presentata nel novembre 2015 all'EICMA di Milano, e le vendite sono iniziate nel 2016.
È stata ispirata nelle linee dalla S 1000 R e rientra nella categoria di licenza A2.

## Produzione
La G 310 R è stata sviluppata con l'intento di aumentare la presenza di BMW nei mercati globali. È la prima moto BMW a non essere prodotta in Europa. Il design della moto è stato progettato dalla BMW a Monaco di Baviera, in Germania, ed è costruita e assemblata presso lo stabilimento di automobili TVS Motor Company nello stato indiano del Tamil Nadu.

## Profilo e tecnica
La moto, con un peso dichiarato di soli 158,5 kg, è spinta da un motore monocilindrico quattro valvole con cilindrata di 313 cm³ raffreddato a liquido, con alesaggio e corsa di 80,0 millimetri x 62,1 millimetri, che eroga 33,6 CV di potenza a 9.500 giri/min e 28 Nm di coppia a 7.500 giri/min con il limitatore posto a 10.500 giri/min. Il serbatoio è da 11 litri e il consumo medio dichiarato è di 3,3 l/100 km; la velocità massima è di 144 Km/h.
La configurazione del motore è insolito perché il cilindro è inclinato di 18° verso il posteriore della moto e la testata è ruotata di 180° per equilibrare meglio le masse, con il condotto di aspirazione che è sul davanti, vicino alla ruota anteriore, e lo scarico che si presenta ruotato all'indietro nella parte posteriore del motore. Un altro particolare tecnico utilizzato dalla BMW sulla G 310 R è la presenza della stessa tipologia di distribuzione usata sulla S 1000 RR, ovvero bialbero basata su bilancieri a dito ricoperti in DLC (Diamond Like Carbon) e l'assenza di un contralbero di bilanciamento antivibrazioni.
La G 310 R ha una lunghezza di 1.988 mm, una larghezza di 896 mm e un'altezza di 1.227 mm, con un passo di 1.374 mm e l'altezza della sella misura 785 mm. L'angolo di sterzo è 64.9°. La moto monta pneumatici di misura frontale pari a 110/70 R17 e posteriori pari a 150/60 R17. La frenata della moto dispone di un sistema di frenatura dotato di antibloccaggio, con la parte anteriore che utilizza un unico disco a margherita dal diametro di 300 mm a 4 pistoncini con pinza freni fissa montata radialmente e nella parte posteriore un disco da 240 mm, a doppio pistoncino con pinza del freno flottante.